# Csongrád-Csanád vármegyei múzeumok listája

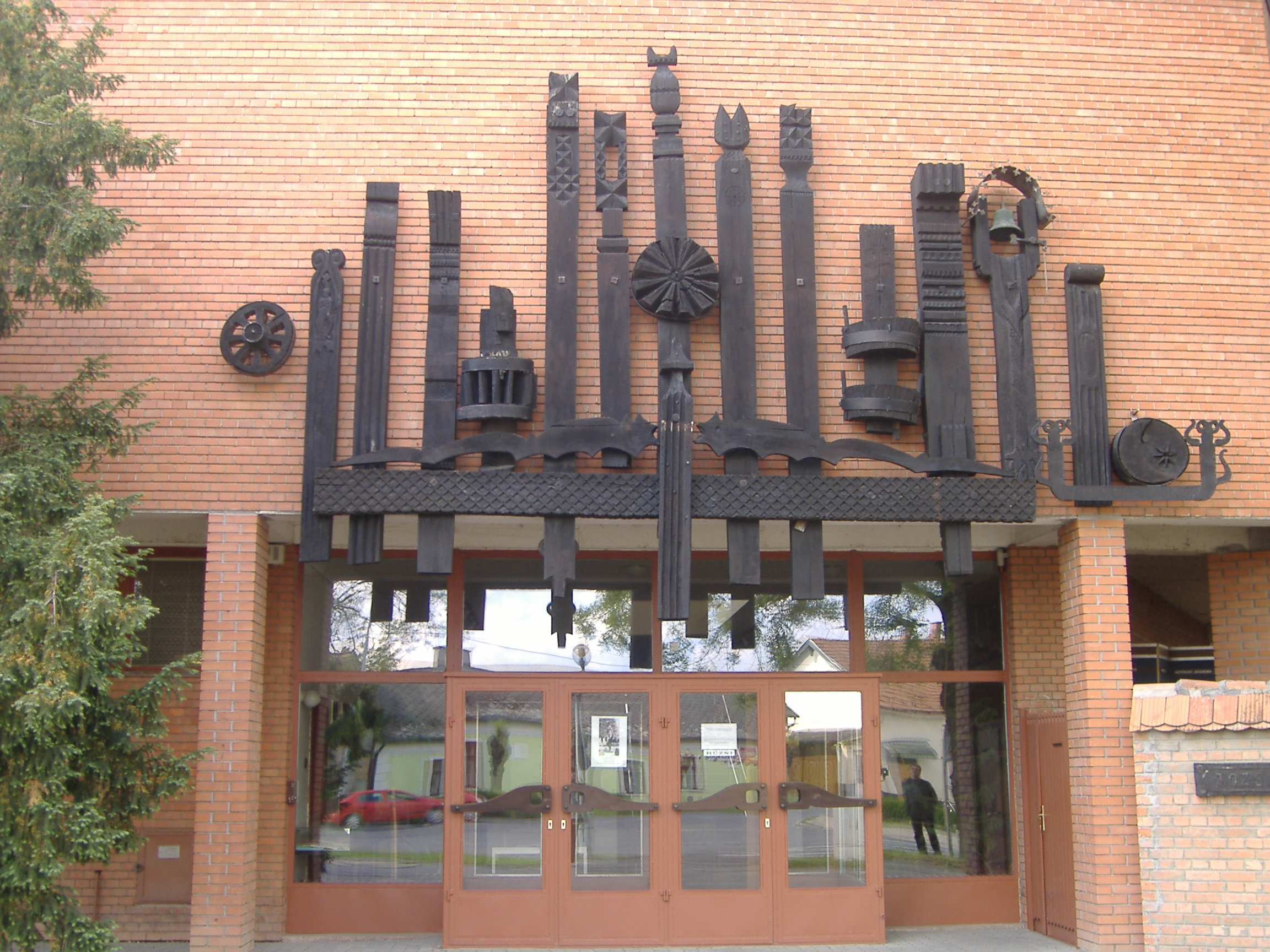
A József Attila Múzeum Makón

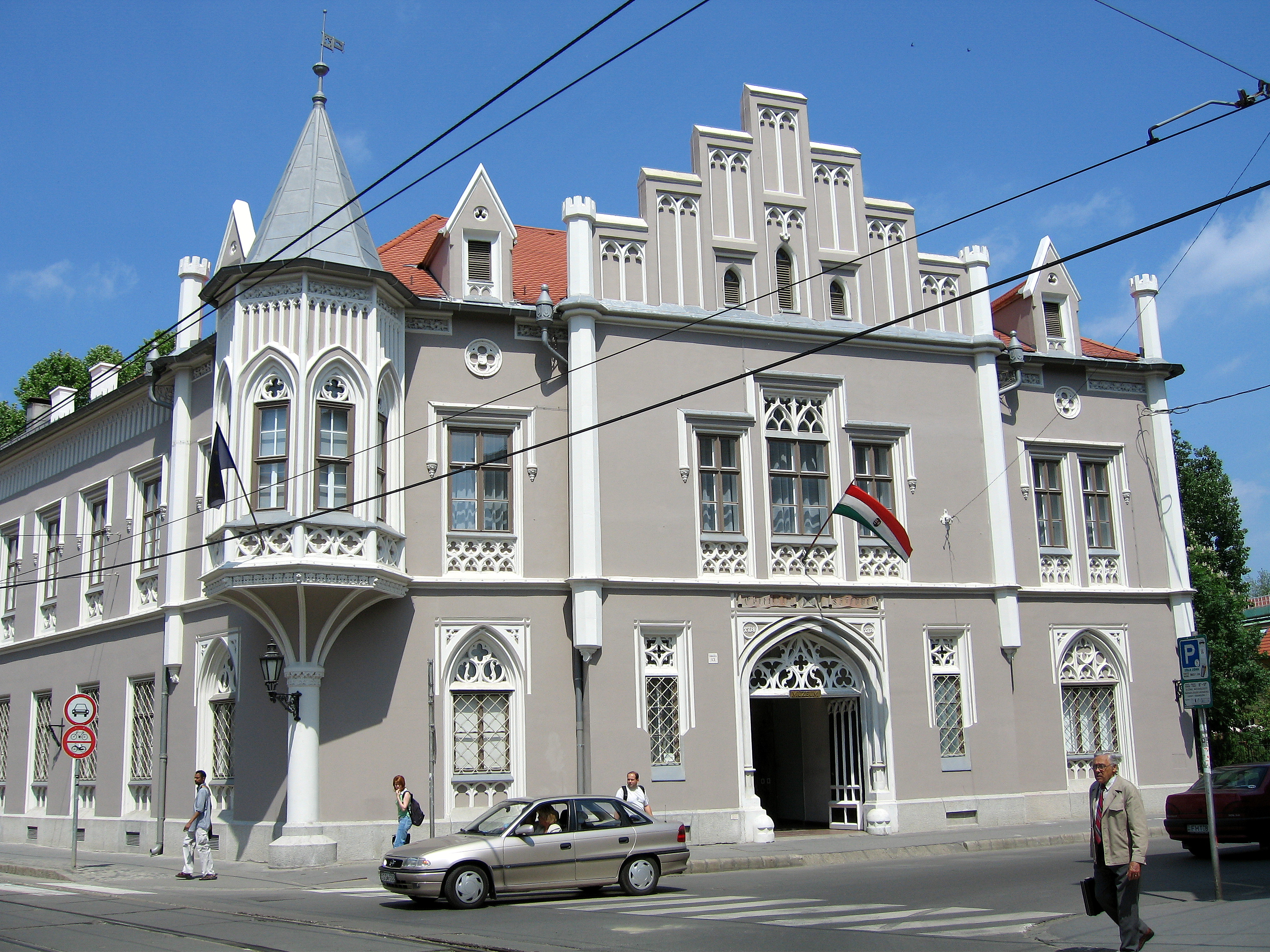
A Fekete ház Szegeden

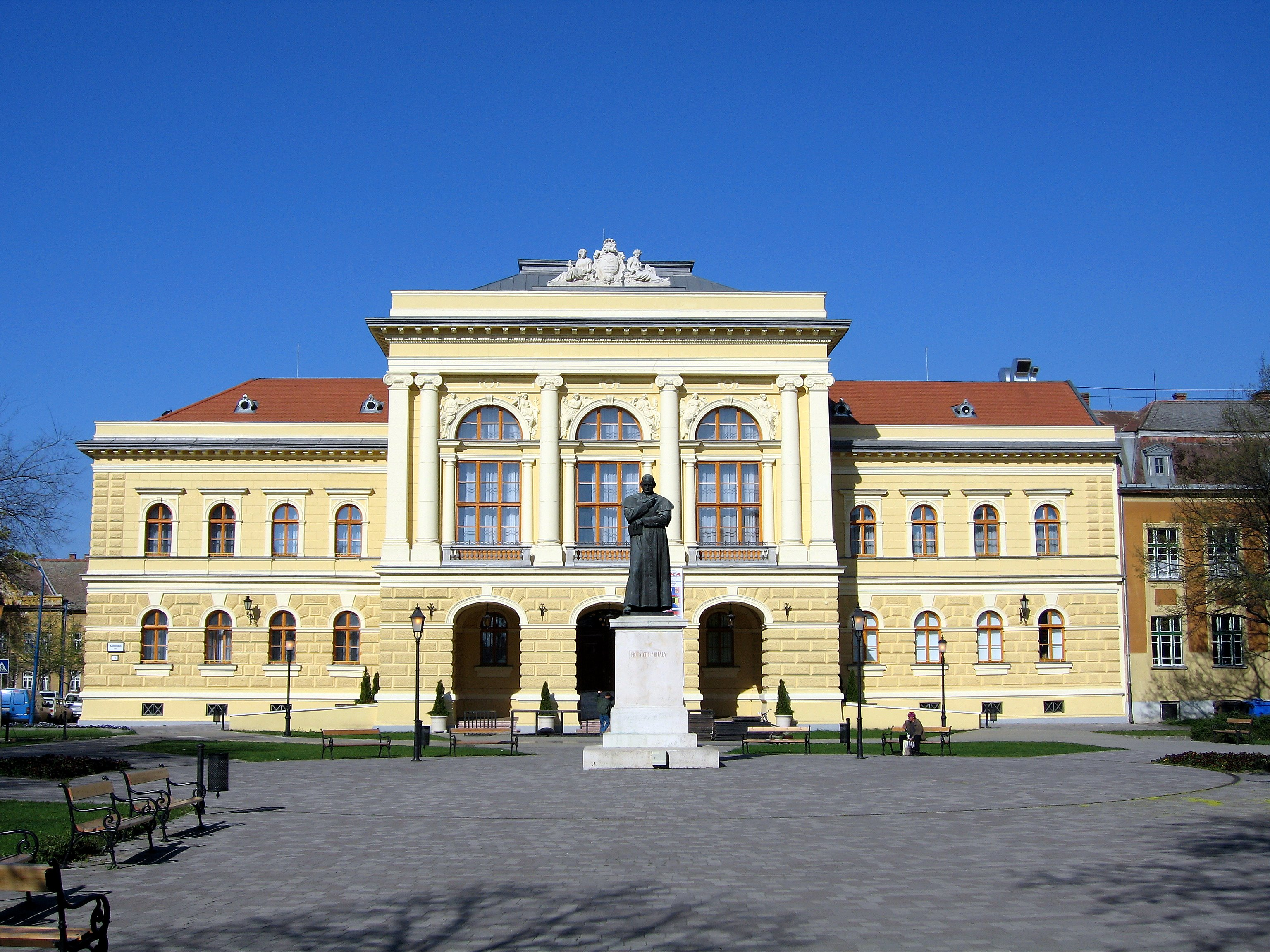
A szentesi Koszta József Múzeum új otthona a volt vármegyeháza épülete

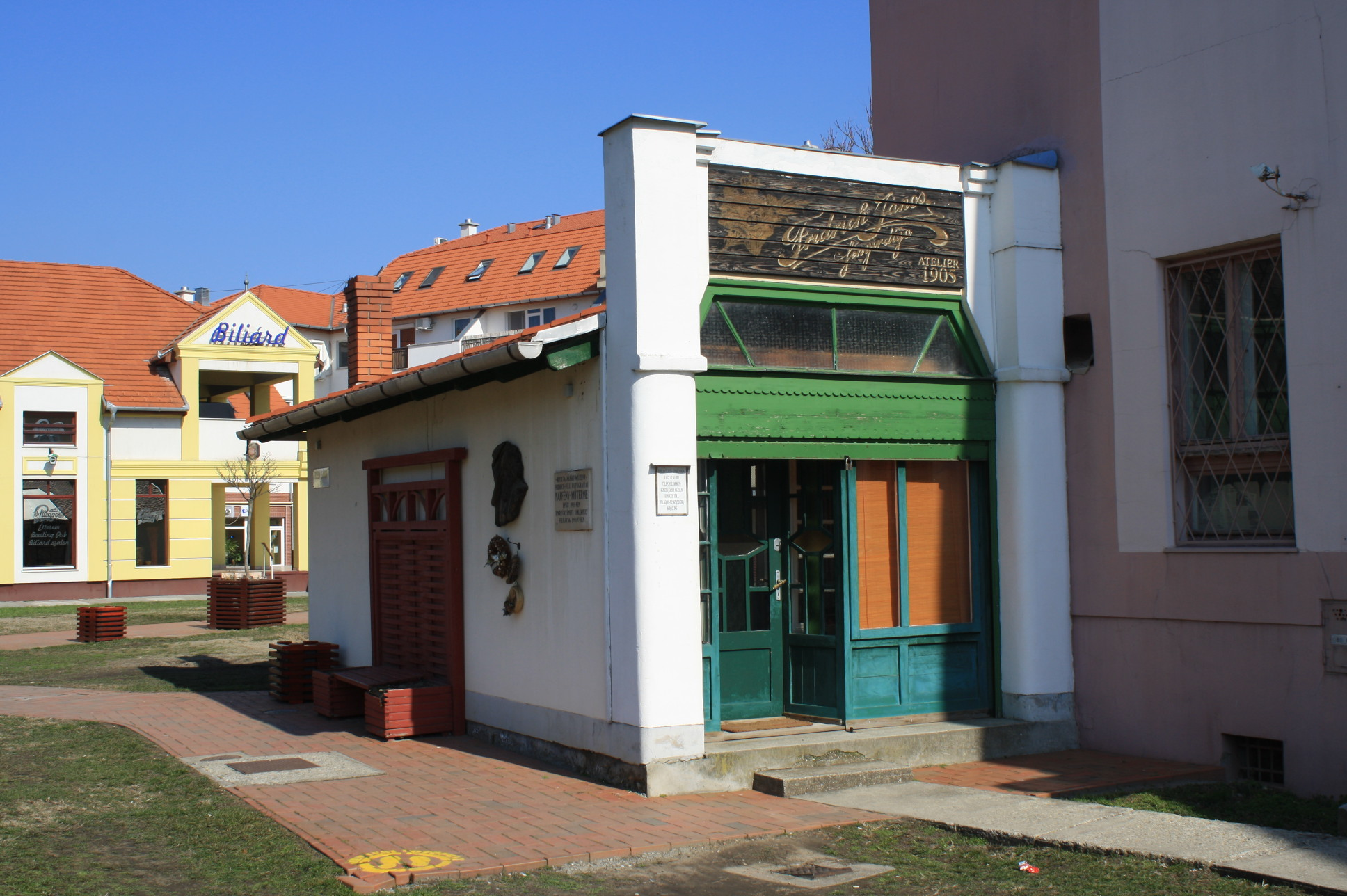
A szentesi Fridrich Fényírda a Koszta József Múzeum ipartörténeti bemutató helye

Ez a Csongrád-Csanád vármegyei múzeumok és kiállítóhelyek listája.

## Csongrád
- Tari László Múzeum
- Csongrádi Tájház

## Hódmezővásárhely
- Tornyai János Múzeum
- Alföldi Galéria
- Csúcsi Fazekasház
- Németh László Emlékkiállítás
- Emlékpont
- Fél évszázad Vásárhelyen Humán Oktatási Központ Emlékpontja
- Levéltár és várostörténeti kiállítás
- Holokausztmúzeum
- Hódmezővásárhelyi Nemzetközi Kerámia Központ

## Hódmezővásárhely-Kopáncs
- Kopáncsi Tanyamúzeum

## Kistelek
- Kisteleki Múzeum

## Makó
- József Attila Múzeum
- Espersit-ház
- Makói Panoptikum
- Sportmúzeum
- Szikszai György–Szirbik Miklós-emlékház

## Ópusztaszer
- Nemzeti Történeti Emlékpark

## Szatymaz
- Tisza-völgyi Bemutatóház és Sirály tanösvény

## Szeged
- Egyházmegyei Múzeum és Kincstár
- Fekete ház
- Kass Galéria
- Móra Ferenc Múzeum
- Regionális Összművészeti Központ (REÖK)
- Szegedi Vármúzeum – Kőtár
- Varga Mátyás Színháztörténeti Kiállítása
- Vízügyi Történeti Emlékhely
- Képtár (Móra Ferenc Múzeum - Képtár, Horváth Mihály utca 5.)

## Szeged-Kiskundorozsma
- Dorozsmai Szélmalom

## Szeged-Tápé
- Ifj. Lele József Néprajzi Magángyűjteménye

## Szegvár
- Falumúzeum

## Székkutas
- Falumúzeum

## Szentes
- Koszta József Múzeum
- Fridrich János Fényírdája (a Koszta József Múzeum ipartörténeti bemutató helye)
- Péter Pál Polgárház, orvostörténeti kiállítás